# БС-555
БС-555 — советская дизель-электрическая подводная лодка, построенная в конце 1970-х годов по проекту 1840 (по классификации НАТО — Lima). Использовалась как опытовое судно — подводная база-лаборатория для обеспечения глубоководных погружений водолазов, их декомпрессии, отработки новых образцов водолазного оборудования и для проведения спасательных работ.

## История разработки
Тактико-техническое задание на проектирование подводной базы-лаборатории проекта 1840 было разработано специалистами 40 ГНИИ и ЦКБ-16. Разработка проекта была начата в 1967 году.
Подводная база-лаборатория предназначалась для обеспечения длительной работы и жизнедеятельности водолазов в повышенном давлении, испытания новых образцов водолазного оборудования, проведения декомпрессии в различных режимах, проведения аварийно-спасательных и ремонтных работ под водой, в том числе на больших глубинах.
Проектными работами бюро и контрагентов, а также конструкторским сопровождением работ завода наряду с главным конструктором Я. Е. Евграфовым руководили его заместители А. Ф. Поздняков и С. А. Дементьев; последний в 1973 году был назначен главным конструктором проекта 1840. Большой объём работ бюро был выполнен производственными подразделениями специализаций; Л. В. Чернопятова — по корпусу, В. В. Осипова — по системам, С. П. Каткова по электрооборудованию, В. И. Скорнякова по устройствам. Технический проект был утверждён в 1972 году. Разработка рабочей конструкторской документации была завершена в 1974 году.

## Конструкция
БС-555 представляла собой двухкорпусную дизель-электрическую подводную лодку, прочный корпус был выполнен из стали АК-33 и разделялся на семь отсеков:
1. Носовой отсек — двухпалубный, содержал агрегаты системы жизнеобеспечения в барокамерах, а также общекорабельные устройства и дифферентные цистерны.
2. Водолазный отсек — барокамеры высокого давления для длительного пребывания водолазов, шлюзовое оборудование для выхода водолазов. Барокамеры верхней палубы разделялись жилой и рабочий отсеки, барокамеры нижней палубы — на декомпрессионный и приёмно-выходной отсеки. Имелись два люка диаметром по 800 миллиметров. Для перехода водолазов с одного борта на другой имелся специальный вырез в киле и в лёгком корпусе.
3. Жилой отсек — верхнюю палубу занимали каюты экипажа и командира, рубка связи, на нижних палубах располагались аккумуляторные батареи, цистерны пресной воды.
4. Четвёртый отсек — центральный пост, на нижней палубе — каюта врача, изолятор, оборудование вентиляции и кондиционирования.
5. Пятый отсек — камбуз, кладовые, кают-компания, прочие бытовые и складские помещения, топливные цистерны.
6. Дизельный отсек — главный дизельный двигатель, два дизель-генератора, компрессоры, масляные цистерны.
7. Электромоторный отсек — распределительные щиты, гребной электромотор, колонки движительного комплекса.

БС-555 была оборудована вспомогательным движительно-рулевым комплексом, состоявшем в дополнение к основному гребному винту из четырёх поворотно-откидных колонок ПОК-45, установленных в носу и корме лодки и обеспечивающих вертикальное и горизонтальное перемещение лодки в различных комбинациях и направлениях с высокой точностью.
Так как предполагалось обязательное использование БС-555 вместе с надводными судами обеспечения, то вместо перископа был установлен навигационный круговой обнаружитель, а средства гидроакустики и радиосвязи были редуцированы.
Автономность лодки по провизии составляла 25 суток, время непрерывного нахождения под водой составляло 36 часов по запасу электроэнергии и 127 часов по запасу средств регенерации и жизнеобеспечения. Предполагалось, что длительная декомпрессия водолазов будет производиться на лодке во время нахождения в базе.

## История строительства
Закладка судна под заводским номером 01665 состоялась 26 октября 1977 года в Ленинграде на заводе Ленинградское Адмиралтейское объединение. Главный строитель — Я. А. Гер, ответственный сдатчик — И. Е. Краснокутский. 11 августа 1978 года лодка была спущена на воду, достраивалась на плаву у достроечной стенки, официально стала именоваться большой подводной лодкой-лабораторией (БПЛ-Л) и получила тактический номер БС-555, на период достройки включена в состав 39-й отдельной бригады строящихся подводных лодок.
В октябре 1979 года прошла швартовые испытания, в ноябре-декабре — ходовые испытания, к концу года прошла государственные испытания. В январе 1980 года БПЛ-Л БС-555 была принята ВМФ в опытовую эксплуатацию, вошла в состав Черноморского флота, флаг поднят 25 января 1980 года. В июле-августе в транспортном доке доставлена в Феодосию, откуда 3 сентября своим ходом лодка прибыла в Севастополь к месту постоянного базирования.

## История службы
БС-555 входила в состав 153-й бригады подводных лодок, затем — в состав 155-й бригады.
В период опытовой эксплуатации 1981—1982 гг. на Черноморском флоте были проведены междуведомственные и государственные испытания системы жизнеобеспечения и водолазного комплекса.
Впервые в отечественной и мировой практике была достигнута непрерывная продолжительность работы водолазов 2 часа 40 минут на глубине 300 метров. В барокамере ПБЛ под давлением до 30 бар водолазы могли пробыть 18 суток.
За 10 лет эксплуатации ПБЛ прошла 15 750 миль, провела на грунте более 1600 часов. В 1989 году БС-555 участвовала в морском параде в Севастополе, затем была отправлена в Ленинград для модернизации. Согласно проекту 18401 лодка должна была получить возможность проведения поисково-спасательных работ, для чего предполагалась установка:
- гидроакустической системы самостоятельного поиска затонувших предметов,
- системы подачи сжатого воздуха высокого давления на аварийную подводную лодку,
- обновлённого и расширенного комплекса средств навигации, радиосвязи и гидроакустики.

Из-за отсутствия средств модернизация была отменена. В 1993 году лодка выведена из состава флота, до 1996 года находилась на Неве у Адмиралтейских верфей, впоследствии переведена на Кронштадтский морской завод и утилизирована в Константиновском доке (доке «Памяти трёх эсминцев»).

## Командиры
- 1978—1981: Ю. О. Пообус
- 1981—1985: Р. В. Волков
- 1985—1987: Г. В. Гвоздев
- 1987—1989: Л. Казлаускас
- 1989—1993: А. И. Пешко